# André De Ganck

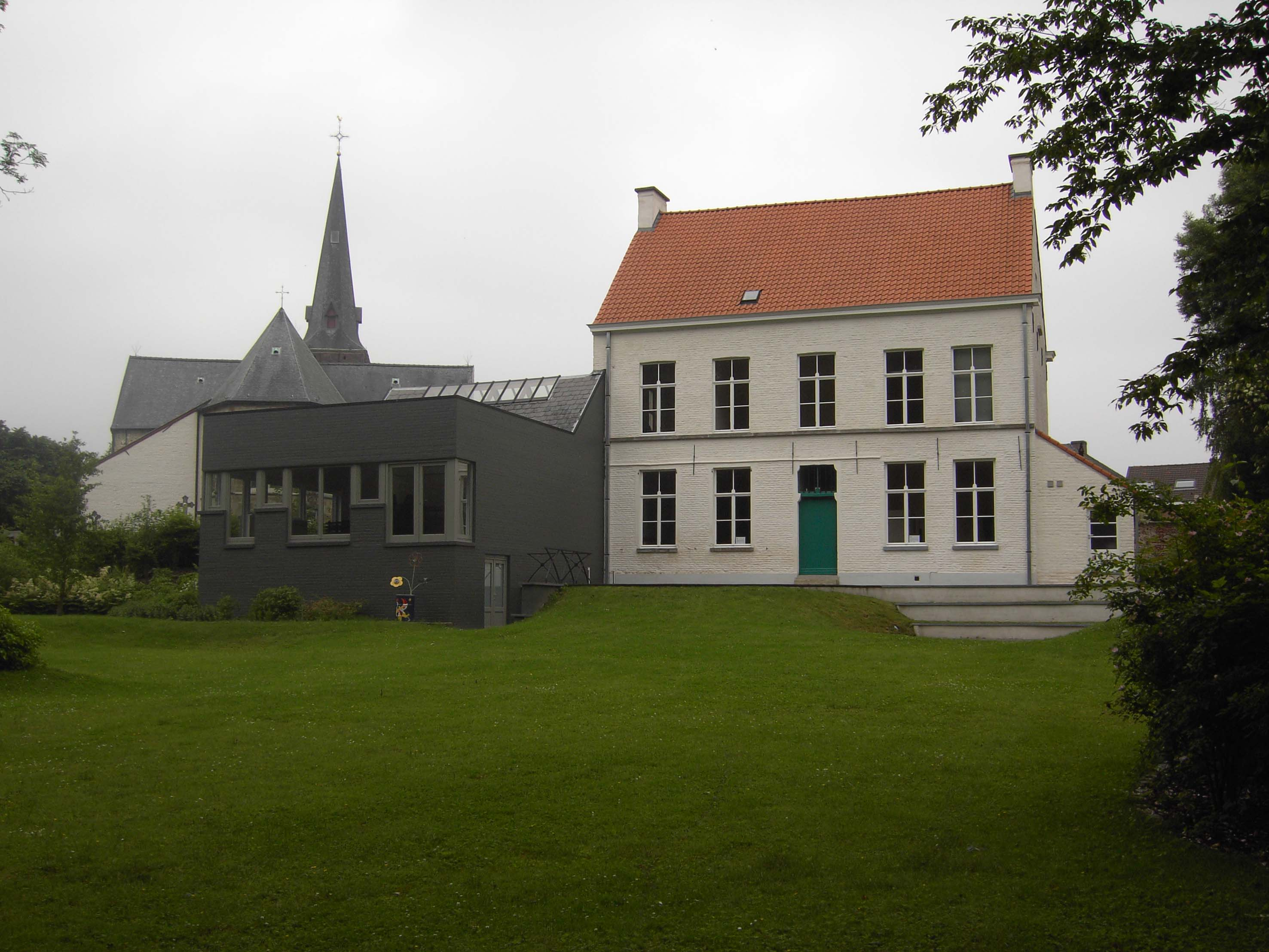
Het Erfgoedhuis en Het Gemeenschapscentrum André De Ganck vormen één geheel

André Emile De Ganck (Moortsele, 20 september 1910 – Zottegem, 8 juli 2004) was de laatste burgemeester van de voormalige Belgische gemeente Moortsele (Oosterzele). Hij was in functie van 1971 tot 1977, het jaar van de fusie van de Belgische gemeenten.

## Gemeenschapscentrum
André De Ganck was onderwijzer van beroep en gaf les in Massemen en Gent. In zijn dorp zelf was hij onder meer voorzitter van het plaatselijke Davidsfonds.
In 2007 werd het Gemeenschapscentrum André De Ganck geopend naast het Erfgoedhuis, waarmee het een geheel vormt. Dit alles ligt achter de Sint-Amandskerk van Moortsele en deed nagenoeg twee eeuwen dienst als pastorie, namelijk sinds 1781.